# Ulica Na Błonie w Krakowie
Ulica Na Błonie – położona na zachodzie miasta Krakowa, w dzielnicy VI Bronowice. Od północy jest przedłużeniem ul. Zielony Most (która z kolei jest przedłużeniem ul. Katowickiej), a od południa jej przedłużeniem jest ul. Jesionowa.

## Przebieg
Ulica Na Błonie rozpoczyna się od skrzyżowania z ulicą Balicką, koło pętli tramwajowej Bronowice Małe. Potem biegnie obok os. Bronowice Nowe, zwanego też os. Widok. Wiele budynków na tym osiedlu (w tym Zespół Szkół Ogólnokształcących nr 8, Szkoła Podstawowa nr 153 i Klub Osiedlowy "Jordanówka") jest położonych przy właśnie tej ulicy, a raczej jej mniejszych odnogach również noszących nazwę Na Błonie. Następnie ul. Na Błonie krzyżuje się z ul. S. B. Lindego i mija pętlę autobusową Bronowice Małe, która jest jednocześnie początkiem ul. Filtrowej. W miejscu tym przecina dawne koryto Młynówki Królewskiej. Na kolejnym skrzyżowaniu, z ul. Zarzecze, ul. Na Błonie zmienia swój charakter. Dotychczas jest ona prosta, szeroka i ma chodniki: po jednej lub po obu stronach drogi, a później jest ona wąską, krętą drogą z progami spowalniającymi i wąskim poboczem lub nawet bez niego. Po około 200 metrach bez żadnych odnóg i samymi ogrodzeniami po bokach w lewo odchodzi krótka ul. Trawiasta, której przedłużeniem jest pieszy przesmyk na ul. Wiedeńską. W tym samym miejscu w prawo jest brama wjazdowa do zamkniętego osiedla składającego się z szeregówek i bloku. Fragment od skrzyżowania z ul. Zarzecze do skrzyżowania z ul. Trawiastą należy do os. Widok - Zarzecze. Następnie od ul. Na Błonie odchodzi droga polna prowadząca do ogródków działkowych, a ponad 300 metrów dalej – ślepa ul. Legendy. Tuż po niej odchodzi ul. Hamernia, a już po wjeździe na wały Rudawy – ul. Zarudawie ze ścieżką prowadzącą po nich. W tym miejscu kończy się ul. Na Błonie, przechodząc w ul. Jesionową. Te dwie ulice tworzą razem jedno z niewielu połączeń między Dzielnicą VI Bronowice, a Dzielnicą VII Zwierzyniec, które naturalnie oddzielone są przez rzekę Rudawę.